# Центральний аерогідродинамічний інститут імені М. Є. Жуковського
Центральний аерогідродинамічний інститут — найбільший державний науковий авіаційний центр Росії, заснований в Москві піонером російської авіації Миколою Жуковським 1 грудня 1918. Одночасно були засновані теоретичні курси для військових льотчиків, перетворені потім у Московський авіаційний технікум. На його базі в 1920 році був створений Інститут інженерів Червоного повітряного флоту, який з травня 1922 року став Військово-повітряною інженерною академією ім. Жуковського.
У 1925-29 при ЦАГІ під керівництвом С. О. Чаплигіна була створена перша експериментальна база з найбільшою в світі в той час аеродинамічною трубою, гідравлічною лабораторією, басейном-гідроканалом, лабораторією статичних випробувань авіаційних конструкцій та іншими установками.
Активну участь у розвитку експериментальних баз ЦАГІ та інших інститутів до останніх днів життя брав Туполєв. Його КБ було створено на базі рос. АГОС (авіація, гідроавіація і дослідне будівництво) ЦАГІ.
В ЦАГІ розвивалися різні науки:
- про легкі авіаційні сплави, їх корозію та захист від неї;
- про авіаційні мотори;
- про міцність авіаційних конструкцій;
- про методику льотних випробувань і багато інших.

## НДІна базі відділів ЦАГІ
- Всесоюзний ін-т авіаційних матеріалів (ВІАМ),
- Центр. ін-т авіаційного моторобудування (ЦІАМ),
- Всесоюзний ін-т гідромашинобудування (ВІГМ),
- Центр. вітроенергетичний інститут (ЦВЕІ).